# Brendan Chang
Brendan Chang (Laytonsville, 8 maggio 1994) è un pallavolista statunitense.
Gioca nel ruolo di libero nel Polonia London.

## Carriera
La carriera di Brendan Chang inizia nei tornei scolastici del Maryland con la Richard Montgomery HS. Dopo il diploma, entra a far parte della squadra di pallavolo maschile del MIT, impegnata in NCAA Division III, dal 2013 al 2016.
Nel campionato 2017-18 approda al Polonia London, nella Super 8s inglese, dove inizia la carriera professionistica.